# Mernel
Mernel (bret. Merenell) – miejscowość i gmina we Francji, w regionie Bretania, w departamencie Ille-et-Vilaine.
Według danych na rok 1990 gminę zamieszkiwały 702 osoby, a gęstość zaludnienia wynosiła 40 osób/km² (wśród 1269 gmin Bretanii Mernel plasuje się na 720. miejscu pod względem liczby ludności, natomiast pod względem powierzchni na miejscu 576.).